# 雷文竹属
雷文竹属（学名：Ravenochloa）是禾本科下的一个属，2020年，从竹亚科箬竹属(Indocalamus Nakai)中新成立单型属雷文竹属。

## 下属物种
本属包括以下物种：
- 雷文竹 Ravenochloa wilsonii (Rendle) D. Z. Li & Y. X. Zhang